# ウォッチ・ザ・にっぽん列島
ウォッチ・ザ・にっぽん列島（ウォッチザにっぽんれっとう）は、日本テレビ放送網の衛星ニュースチャンネル・日テレNEWS24（旧・NNN24）で2005年11月7日から2008年3月31日まで放送されていたニュース番組。放送時間は月曜～金曜の22:00～23:00（天気予報が入るため正式には22:54頃までの放送）。
2005年11月4日深夜（11月5日未明）まで放送していた「NNN24ふるさとニュース」をリニューアルさせたものである。
2008年3月31日をもって終了。後枠はデイリープラネットとなっているが、地方ニュースではローカルニュースのVTRが使われたりする。

## 概要
NNN系列局（日本テレビ除く）で、その日の夕方に放送されたローカルニュース番組を放送。「民放版列島ニュース」ともいえるコーナーである（番組名等は#放送される番組を参照）。
レギュラー放送局（大都市圏の系列局で構成・設立された読売中京FSホールディングスの子会社4局）
札幌テレビ（北海道）
中京テレビ（東海地方）
読売テレビ（近畿地方）
福岡放送（福岡県）
月 - 木の放送
上記以外の放送局から1局を選び、約10分間に編集して放送する。
オンエアの順番は、北から順に紹介され、大都市圏のニュースのどこかにはさまれる。
つまり、
- 東北地方～中部地方の場合は、札幌テレビと中京テレビの間。
- 中国地方、四国地方の場合は、読売テレビと福岡放送の間。
- 九州地方の場合は、福岡放送の後となる（但し大分県内をサービスエリアとしているテレビ大分は、福岡放送の前になっていた）。

金曜日
「その他の地域の放送局」は放送されず、代わりに「汐留リーダーズEYE」が放送されている（放送時間は、20分～25分ほど）。尚、「汐留リーダーズEYE」は、翌日の土曜日に地上波で放送されるNNN Newsリアルタイムでも短縮版が放送される。

### 再放送
月曜～金曜26:30～27:30（翌日2:30～3:30）に再放送。
※但し、2008年4月1日未明の再放送は無し。
再放送については、BS日テレでも放送されることがあった（2007年3月まで）。
一部の地上波系列局でも、フィラーの一部として放送される場合がある（一部地域(福岡放送（FBS）他)では番組編成により実質フルネットで見られることもある）。
後枠は「さきがけ ニュース&スポーツ」。

### 備考
特別編成での休止
年末年始など、特別編成で「NNN NEWSリアルタイム」及び系列局のローカルニュースの放送時間が大幅に短縮（または放送休止）となった場合は、「ウォッチ・ザ・にっぽん列島」の放送は休止になる。
放送休止になった場合は、「デイリープラネット」、「ミッドナイトジャーナル」など日テレNEWS24のニュース番組が代わりに放送される。
フォーマット（局単位）
地元局を紹介する際、同局のテレビジョン本局がある都市（札幌、大阪など）の同日の概況と翌日の天気予報を、それぞれアナウンスとテロップで伝えている（深夜での再放送の場合は、昨日の概況と同日の天気予報を伝えることになる）。
天気の概況を#担当キャスター（案内役）が簡潔に伝え終わった後に、『○○からお伝えします』と一言入れてから放送が開始される（※○○にはそれぞれ、それぞれの都市名が入る）。
終了フォーマット（局単位）
地元局の放送を終了した後には、ワンテンポ置いて『○○からでした』と一言入れている。

## ハイビジョン放送について

### ハイビジョン放送実施局
BS日テレ・日本テレビ(地上デジタル放送）

### ハイビジョンで放送される部分
ハイビジョンで放送される部分は日本テレビ汐留本社内スタジオのクロマキー合成のCG映像、ytv読売テレビ制作の「ニューススクランブル」・STV札幌テレビ「どさんこワイド」・FBS福岡放送「めんたいワイド」のみで他の各局ローカルニュース番組はハイビジョン制作であっても4：3アップコンバートの映像となっている。そのため、番組中に表示される「ハイビジョン制作（番組）」のマークは「中継〈LIVE〉」の表示と同様映像処理で伏せている。
但し2007年時点では北日本放送、広島テレビ、山口放送などもハイビジョンで放送できるようになりそれ以外の地方局番組も順次ハイビジョン映像となっている。

#### 備考
地上デジタル放送でのハイビジョン放送を実施しているのは、日本テレビのみである。これは日本テレビは日テレNEWS24のスタジオが日本テレビの局社内にあり、局内回線も完全デジタルハイビジョン対応化されているためハイビジョン放送を行うことができるが、系列局は殆どが日本テレビからの中継回線からでなく衛星からの電波を使っているためである(フィラー放送として使用しているため)。一方、BS日テレの場合は送出マスターは日本テレビ麹町分室にあり、日本テレビ汐留本社とは場所が離れているが、汐留本社と麹町分室は光ファイバーデジタル回線で結ばれているためハイビジョン放送を行うことができる。

## 担当キャスター（案内役）
- 月・火・水曜／大滝奈穂
- 木・金曜／舟橋明恵

※ともに日テレNEWS24専属キャスター

## 放送される番組

### 月～金曜
- 北海道／札幌テレビ放送「どさんこワイド180」※HD
- 中京広域圏／中京テレビ放送「中京テレビNewsリアルタイム」※HD
- 近畿広域圏／讀賣テレビ放送「ニューススクランブル」※HD
- 福岡・佐賀／福岡放送「めんたいワイド」※HD

### 日替わり
東北地方
- 青森／青森放送「RABニュースレーダー」
- 岩手／テレビ岩手「ニュースプラス1いわて」
- 宮城／宮城テレビ放送「OH!バンデス・Newsリアルタイムミヤギ」
- 秋田／秋田放送「Newsリアルタイムあきた」
- 山形／山形放送「YBC Newsリアルタイム」
- 福島／福島中央テレビ「ゴジてれシャトル」

中部地方
- 山梨／山梨放送「YBSワイドニュース」※HD
- 新潟／テレビ新潟放送網「夕方ワイド新潟一番」※HD
- 長野／テレビ信州「TSB NEWS 報道ゲンバ」
- 静岡／静岡第一テレビ「NEWSリアルタイムSHIZUOKA」
- 富山／北日本放送「KNB Newsリアルタイム」※HD
- 石川／テレビ金沢「びービーみつばち」
- 福井／福井放送「Newsリアルタイムふくい」

中国地方
- 鳥取・島根／日本海テレビジョン放送「NEWSリアルタイム日本海」※HD
- 岡山・（香川）／西日本放送「RNC Newsリアルタイム」※HD
- 広島／広島テレビ放送「テレビ宣言」※HD
- 山口／山口放送「Newsリアルタイムやまぐち」※HD

四国地方
- 徳島／四国放送「フォーカス徳島」※HD
- 香川・（岡山）／西日本放送「RNC Newsリアルタイム」※HD
- 愛媛／南海放送「Newsリアルタイムえひめ」※HD
- 高知／高知放送「こうちeye」※HD

九州地方
- 長崎／長崎国際テレビ「NNN Newsリアルタイム」(ローカルパート）※HD
- 熊本／熊本県民テレビ「テレビタミン」
- 大分／テレビ大分　※「TOSスーパーニュース」
- 宮崎／テレビ宮崎　※「UMKスーパーニュース」
- 鹿児島／鹿児島讀賣テレビ「KYT Newsリアルタイム」

※クロスネット局のテレビ大分とテレビ宮崎は、夕方のニュースがFNNネットになっているため、日テレNEWS24向けに再収録（裏送り）して放送する。ニュース項目のテロップは日テレNEWS24の放送に準じたフォーマットかローカルのフォーマットからスーパーニュースのロゴを外したものが使われるがニュース素材のテロップ（取材場所表示）はテレビ大分ではFNNのフォーマット（但し、FNNの部分はTOSと表示）を、テレビ宮崎では独自のフォーマットを使用している。

### 備考
- 「HD」はハイビジョンで放送されている番組。2006年9月26日から福岡放送「めんたいワイド」、札幌テレビ「どさんこワイド」もハイビジョンで放送されるようになった。
- 前述の通り、讀賣テレビ放送、福岡放送、札幌テレビ以外の番組はハイビジョン制作であっても、この番組では素材回線の都合で4:3ダウンコンバート映像となっている。しかし、2006年10月29日にNNN全30局向けのSNG（衛星ニュース取材）素材配信をHDTVに一斉に切り替えたため、他の系列局のローカルニュース番組でも順次ハイビジョンで放送されるようになった。実質的に広島テレビ「テレビ宣言」、山口放送「Newsリアルタイムやまぐち」、南海放送「Newsリアルタイムえひめ」等主に中四国地方の地方局ニュースがハイビジョン放送されるようになっている。現在は大半の局でハイビジョンで素材送りが行われている。ただし、CSの放送ではいまも4:3標準画質で放送されているが、時期は未定であるものの近い将来CSでもハイビジョン放送されるものと思われる（番組制作自体はハイビジョンに対応している）

## ふるさと&特集!
- 番組開始当初、2:30～3:30の再放送は、番組表では『ウォッチ・ザ・にっぽん列島』ではなく、『ふるさと&特集!』と表記されていた。
- 月曜～木曜は「NNNきょうの出来事」の特集コーナーを、金曜日は日テレNEWS24で午前に放送されている経済番組『まーけっとNavi』のコーナー「汐留リーダーズEYE」を番組後半に放送するため若干短くなっていたため。また金曜(土曜未明)放送分は日曜朝4:00～5:00にも再放送されていた。
- 2006年3月頃から再放送も『ウォッチ・ザ・にっぽん列島』になり、22:00からと同じ内容となった。また日曜早朝の再放送もなくなった。なお「汐留リーダーズEYE」については、引き続き日曜午前4:00～4:30(再放送・日曜4:30～5:00)のニュースの後半に放送する形で、引き続き放送している。